# Флаг Еврейской автономной области
Флаг Евре́йской автономной области является официальным государственным символом Еврейской автономной области как субъекта Российской Федерации.
Ныне действующий флаг утверждён 27 ноября 1996 года и внесён в Государственный геральдический регистр Российской Федерации с присвоением регистрационного номера 102.

## Описание
Описание первого флага Еврейской автономной области, утверждённого законом Еврейской автономной области от 31 июля 1996 года № 18-ОЗ, гласило:

Флаг Еврейской автономной области представляет собой прямоугольное полотнище белого цвета, разделённое по центру семицветной радужной полосой. Отношение ширины флага и его длины — 2:3, общая ширина радужной полосы — 1:10 от ширины полотнища. Разноцветные полосы одинаковые по ширине.

27 ноября 1996 законом Еврейской автономной области № 26-ОЗ был утверждён ныне действующий флаг, описание которого гласит:

Флаг Еврейской автономной области представляет собой белое прямоугольное полотнище, на горизонтальной оси которого расположена цветная полоса, символизирующая радугу, и состоящая из семи узких горизонтальных полосок: красной, оранжевой, жёлтой, зелёной, голубой, синей и фиолетовой, ширина каждой из которых равна 1/40 ширины флага, разделённых между собой узкими белыми горизонтальными полосками, ширина каждой из которых равна 1/120 ширины флага. Отношение ширины флага к его длине — 2:3.

26 октября 2001 года законом Еврейской автономной области № 309-ОЗ в последнем предложении описания флага знак «—» был заменён словом «составляет».
23 апреля 2008 законом Еврейской автономной области № 369-ОЗ предыдущие законы были признаны утратившими силу и утверждено новое, незначительно изменённое, описание флага:

Флаг Еврейской автономной области представляет собой белое прямоугольное полотнище, на горизонтальной оси которого расположена цветная полоса, символизирующая радугу и состоящая из семи узких горизонтальных полосок, расположенных сверху вниз в следующем порядке: красной, оранжевой, жёлтой, зелёной, голубой, синей и фиолетовой, ширина каждой из которых равна 1/40 ширины флага, разделённых между собой узкими белыми горизонтальными полосками, ширина каждой из которых равна 1/120 ширины флага. Отношение ширины флага к его длине составляет 2:3.

При размещении флага вертикально цветные полоски на нём должны быть расположены в порядке, изложенном выше, слева направо, если стоять к флагу лицом.

## Символика
Белый цвет полотнища олицетворяет чистоту.
Радуга — библейский символ мира, счастья, добра. Количество полос радуги равно количеству свечей в меноре — одном из национально-религиозных еврейских символов. Менора говорит о сотворении мира в семь дней, а количество полос радуги подчёркивает связь с древним еврейским символом. Также радуга может символизировать и Семь законов потомков Ноя.

## Критика
В связи с введением законодательства о запрете пропаганды ЛГБТ в России, флаг ЕАО неоднократно обвиняли в сходстве с символикой ЛГБТ-сообщества. Проведённый в 2013 году опрос среди жителей автономной области на сайте биробиджанского информагентства EAOmedia, показал, что почти половина опрошенных жителей «смущены флагом, либо выступают за его смену». Проверка, проведённая в том же году Геральдическим советом при Президенте РФ, не обнаружила признаков пропаганды нетрадиционных сексуальных отношений. В 2022 году губернатор ЕАО Ростислав Гольдштейн заверил, что на флаге автономной области изображён «библейский символ, не имеющий ничего общего с флагом ЛГБТ» и призвал не путать эти два флага.